# Trophée Prince de Galles
Le Trophée Prince de Galles est le nom d'un trophée de hockey sur glace d'Amérique du Nord. Le trophée est remis annuellement à chaque fin de saison dans la Ligue nationale de hockey depuis la saison 1925-1926. Le trophée, portant le nom anglais de Prince of Wales Trophy, est remis au cours des séries éliminatoires au vainqueur de la finale de l'association de l'Est, juste avant la finale de la Coupe Stanley.
Il s'agit du trophée qui a changé le plus souvent de définition au cours de l'histoire, avec huit différentes définitions.

## Histoire du trophée
Le trophée porte le nom d'Édouard VIII, Prince de Galles de 1910 à 1936. Il est remis pour la première fois à l'issue du premier match joué dans la nouvelle version du Madison Square Garden le 15 décembre 1925. La rencontre oppose les Canadiens de Montréal aux Americans de New York et les Canadiens l'emportent 3-1 contre leur adversaire du soir. Ils gagnent ainsi le droit de conserver le trophée jusqu'à la fin de la saison. À la suite de cette victoire, les Canadiens décident d'inscrire également sur le trophée leur nom pour la saison 1923-1924. Les Maroons de Montréal remportent le trophée à la fin de la saison en tant que champions des séries éliminatoires. En 1926-1927, la Western Canada Hockey League arrête ses activités et l'équipe championne des séries remporte directement la Coupe Stanley. Le trophée Prince de Galles est donc remis au champion de la saison régulière, les Sénateurs d'Ottawa.
La saison suivante, le trophée change une nouvelle fois de signification et cette fois, il récompense la meilleure équipe de la saison régulière pour la division Américaine. En 1938, le faible nombre de franchises de la LNH oblige la ligue à mettre en place une unique division. Le trophée Prince de Galles redevient donc le trophée pour les champions de la saison régulière.
En 1967, la LNH décide de doubler le nombre d'équipe engagées créant ainsi deux divisions. Les « Six équipes originales » jouent alors dans la division de l'Est dont le champion remporte le trophée du Prince de Galles. En 1974, le nombre d'équipe continue à augmenter et deux nouvelles divisions sont ajoutées. Deux associations regroupent alors deux divisions et le trophée Prince de Galles récompense la meilleure équipe sur la saison de l'association du même nom. Six ans plus tard, le trophée revient toujours à la meilleure équipe de l'association de Galles mais cette fois au terme des séries éliminatoires. En 1993, Gary Bettman, Commissaire de la LNH, décide de changer le nom des associations et l'association du Prince de Galles devient l'association de l'Est. Le trophée Prince de Galles revient donc depuis cette date au champion de l'association de l'Est à l'issue des séries.

## Superstition
Depuis 1993, le commissaire de la LNH présente le trophée au capitaine de l'équipe ayant remporté la série. Malgré tout, une superstition entoure le trophée depuis des années. Elle consiste à dire que si le capitaine ou un joueur touche le trophée, l'équipe ne parviendra pas à remporter la Coupe Stanley, cette dernière étant le seul trophée qu'il faut remporter.
Il est ainsi fréquent de voir le capitaine poser à côté du trophée et du commissaire pour les photographies officielles mais sans toucher le trophée Prince de Galles. En 2003, Scott Stevens, capitaine des Devils du New Jersey, ignore la superstition, touche le trophée et gagne tout de même la Coupe Stanley. C'est également le cas des Penguins de Pittsburgh qui remportent la Coupe Stanley à trois reprises, alors que les deux capitaines de l'équipe ont touché le trophée Prince de Galles : Mario Lemieux en 1991 et 1992, puis Sidney Crosby en 2009.

## Gagnants du trophée Prince de Galles

### Vainqueurs des séries éliminatoires de la LNH
- 1926 : Maroons de Montréal (1)

### Champions de la LNH
- 1927 : Sénateurs d'Ottawa (1)

### Champions de la division Américaine
- 1928 : Bruins de Boston
- 1929 : Bruins de Boston
- 1930 : Bruins de Boston
- 1931 : Bruins de Boston
- 1932 : Rangers de New York
- 1933 : Bruins de Boston
- 1934 : Red Wings de Détroit
- 1935 : Bruins de Boston
- 1936 : Red Wings de Détroit
- 1937 : Red Wings de Détroit
- 1938 : Bruins de Boston

### Champions de la saison régulière
- 1939 : Bruins de Boston
- 1940 : Bruins de Boston
- 1941 : Bruins de Boston
- 1942 : Rangers de New York
- 1943 : Red Wings de Détroit
- 1944 : Canadiens de Montréal
- 1945 : Canadiens de Montréal
- 1946 : Canadiens de Montréal
- 1947 : Canadiens de Montréal
- 1948 : Maple Leafs de Toronto
- 1949 : Red Wings de Détroit
- 1950 : Red Wings de Détroit
- 1951 : Red Wings de Détroit
- 1952 : Red Wings de Détroit
- 1953 : Red Wings de Détroit
- 1954 : Red Wings de Détroit
- 1955 : Red Wings de Détroit
- 1956 : Canadiens de Montréal
- 1957 : Red Wings de Détroit
- 1958 : Canadiens de Montréal
- 1959 : Canadiens de Montréal
- 1960 : Canadiens de Montréal
- 1961 : Canadiens de Montréal
- 1962 : Canadiens de Montréal
- 1963 : Maple Leafs de Toronto (2)
- 1964 : Canadiens de Montréal
- 1965 : Red Wings de Détroit (13)
- 1966 : Canadiens de Montréal
- 1967 : Black Hawks de Chicago

### Champions de la division Est
- 1968 : Canadiens de Montréal
- 1969 : Canadiens de Montréal
- 1970 : Black Hawks de Chicago (2)
- 1971 : Bruins de Boston
- 1972 : Bruins de Boston
- 1973 : Canadiens de Montréal
- 1974 : Bruins de Boston

### Champions de l'association Prince de Galles
- 1975 : Sabres de Buffalo
- 1976 : Canadiens de Montréal
- 1977 : Canadiens de Montréal
- 1978 : Canadiens de Montréal
- 1979 : Canadiens de Montréal
- 1980 : Sabres de Buffalo
- 1981 : Canadiens de Montréal

### Vainqueurs de la finale de l'association Prince de Galles
- 1982 : Islanders de New York
- 1983 : Islanders de New York
- 1984 : Islanders de New York (3)
- 1985 : Flyers de Philadelphie
- 1986 : Canadiens de Montréal
- 1987 : Flyers de Philadelphie
- 1988 : Bruins de Boston
- 1989 : Canadiens de Montréal
- 1990 : Bruins de Boston
- 1991 : Penguins de Pittsburgh
- 1992 : Penguins de Pittsburgh
- 1993 : Canadiens de Montréal (25)

### Vainqueurs de la finale de l'association de l'Est
- 1994 : Rangers de New York
- 1995 : Devils du New Jersey
- 1996 : Panthers de la Floride
- 1997 : Flyers de Philadelphie
- 1998 : Capitals de Washington
- 1999 : Sabres de Buffalo (3)
- 2000 : Devils du New Jersey
- 2001 : Devils du New Jersey
- 2002 : Hurricanes de la Caroline
- 2003 : Devils du New Jersey
- 2004 : Lightning de Tampa Bay

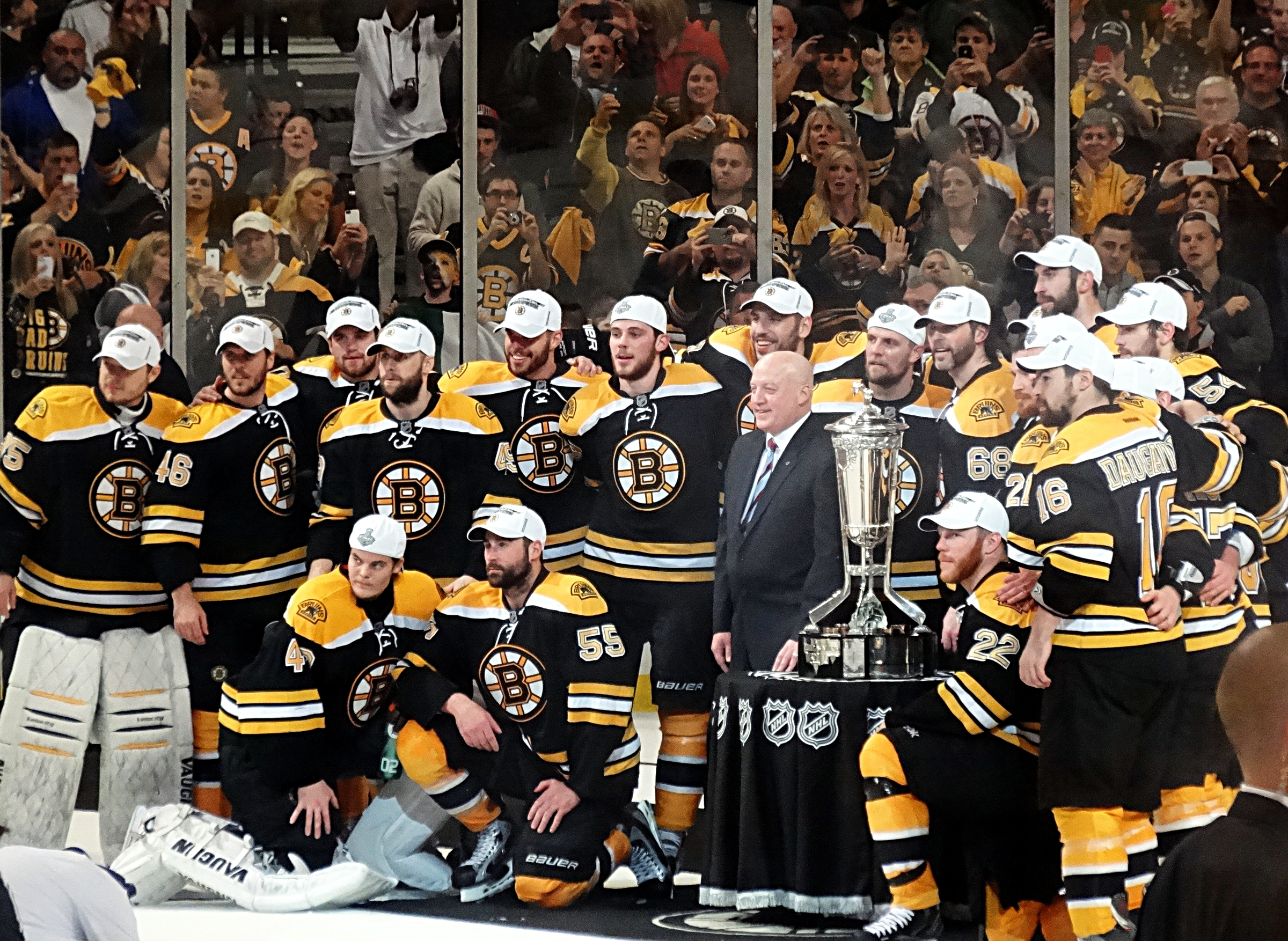
Photographie des Bruins en 2013 avec le Trophée

- 2005 : aucun gagnant, saison annulée
- 2006 : Hurricanes de la Caroline (2)
- 2007 : Sénateurs d'Ottawa (1)
- 2008 : Penguins de Pittsburgh
- 2009 : Penguins de Pittsburgh
- 2010 : Flyers de Philadelphie (3)
- 2011 : Bruins de Boston
- 2012 : Devils du New Jersey (5)
- 2013 : Bruins de Boston
- 2014 : Rangers de New York (4)
- 2015 : Lightning de Tampa Bay
- 2016 : Penguins de Pittsburgh
- 2017 : Penguins de Pittsburgh (6)
- 2018 : Capitals de Washington (2)
- 2019 : Bruins de Boston (18)
- 2020 : Lightning de Tampa Bay

### Vainqueur de la deuxième demi-finale de la Coupe Stanley 2021
- 2021 : Lightning de Tampa Bay[3] (4)

### Vainqueurs de la finale de l'association de l'Est
- 2022 : Lightning de Tampa Bay (5)
- 2023 : Panthers de la Floride
- 2024 : Panthers de la Floride (3)

### Autres vainqueurs
- 1924 : Canadiens de Montréal (gravés en 1925)
- 15 décembre 1925 - Canadiens de Montréal à l'issue de l'inauguration du Madison Square Garden